# Batteria antinave di Ponte romano
La batteria antinave di Ponte romano è una linea di difesa permanente costruita per difendere il porto di Porto Torres.
Rimasta in totale abbandono per lungo tempo dopo la fine della seconda guerra mondiale, in epoca contemporanea è stata valorizzata come punto di riferimento storico.

## Contesto storico

### I primi impianti (1873-1874)
Nonostante la città di Porto Torres abbia avuto uno sviluppo urbanistico e demografico altalenante, caratterizzato da periodi di forte crescita e prestigio con periodi di grande depressione economica e spopolamento, dal punto di vista strategico il Porto di Porto Torres è costantemente rimasto di un certo interesse nel corso dei secoli, grazie al fatto di essere una delle storiche vie di accesso per la Sardegna. La sua preziosità è testimoniata fin dalla sua stabile costituzione nel periodo romano, dov'era direttamente collegato con Roma, passando all'epoca medievale nella quale era una meta fissa per il commercio da parte delle repubbliche marinare di Genova e Pisa fino alla dominazione aragonese durante la quale, nel 1325, venne arricchito e protetto con la tuttora presente torre ottagonale. Tale premura nella difesa e preferenza di utilizzo in ambito commerciale deriva dal fatto che nel nord-ovest della Sardegna il porto di Porto Torres è sempre stato il più sviluppato dal punto di vista strutturale nonché approdo più vicino e diretto per Sassari, dal 1441 la maggiore città dell'intero nord Sardegna, seconda nell'isola solo a Cagliari (prima di quella data la principale città sarda era de jure proprio Porto Torres).
Fu in questo contesto che il neonato Regno d'Italia decise di munire l'approdo portuale con strutture difensive più moderne di quelle ricevute in eredità dal dominio aragonese.

### L'adeguamento ed espansione (1942-1943)
Al seguito dello scoppio della seconda guerra mondiale l'Italia fascista dovette correre ai ripari nel prevenire un ipotetico sbarco di forze ostili nelle sue coste. La Sardegna, così come la Sicilia, l'isola d'Elba e le isole Pelagie, furono considerate un obiettivo molto sensibile. Il litorale di Porto Torres venne infatti individuato tra quelli più strategici, e di conseguenza numerose postazioni fortificate in cemento armato (all'epoca di difficile reperibilità, e quindi utilizzato solo dove era strettamente necessario) furono costruite lungo la fascia costiera.
Con una corposa circolare a firma di Mario Roatta vennero stabiliti a partire dal 24 ottobre 1941 tutte le strategie necessarie per impedire lo sbarco nemico e/o «ributtare a mare» qualsiasi forza nemica fosse riuscita ad arrivare a terra. Le difese costiere italiane si basavano sui concetti di «copertura» ed «unità di manovra». Per difendere le coste vennero istituite specifiche unità di combattimento che avevano il compito di presidiare staticamente le proprie postazioni difensive permanenti e nel caso di combattimento tenere impegnato il nemico bersagliando il naviglio e battendo con l'artiglieria sui luoghi di eventuale arrivo a terra fino all'arrivo delle divisioni mobili e corazzate che avevano invece la responsabilità diretta di neutralizzare la minaccia.
Dal punto di vista strutturale per tali scopi vennero progettate specifiche linee di difesa caratterizzate da installazioni di tipo campale e piccoli fortini in calcestruzzo. Per particolari porti strategici vennero istituiti i cosiddetti «fronti a terra», che cingevano determinate porzioni di territorio sensibili allo sbarco entro un perimetro fortificato. In Sardegna si istituirono anche degli «archi di contenimento», ovvero linee di capisaldi fortificati che sfruttavano a proprio vantaggio le asperità ed i tratti morfologici di una determinata area geografica costiera. Tale tipo di complessi erano predisposti in modo da sottrarsi al tiro diretto del naviglio nemico, resistere ad oltranza in caso di conflitto prolungato e poter essere operativi anche con poche truppe a disposizione: tali linee, una volta che il nemico fosse sbarcato sulle coste e portato in una posizione dove non potesse più godere del supporto navale, avrebbero bersagliato pesantemente con l'artiglieria presente nelle fortificazioni garantendo la massima efficacia di arresto con un dispendio minimo in termini di perdite alleate.
In questo contesto di intenso e repentino sviluppo difensivo delle coste sarde, al 21 dicembre 1942 458 fortificazioni erano ultimate, 114 risultavano da ultimare, 76 si trovavano in corso d'opera, 188 erano appena iniziate, mentre 575 erano ancora da iniziare.

## Storia dell'impianto
I primi impianti sono stati costruiti a partire dal 1873 ed il presidio era gestito dalla Regia Marina. Appena dopo il ponte romano a pochi metri dalla postazione sono tuttora presenti le abitazioni utilizzate dai marinai che presidiavano la batteria, alcune delle quali restaurate. Durante il secondo conflitto mondiale venne ampliato fra le altre cose con una postazione antiaerea che venne data in gestione al 421º nucleo antiparacadutisti.
Dopo la guerra la postazione rimase abbandonata con i pezzi di artiglieria ancora installati; solo negli anni sessanta vennero rimossi per recuperarne le materie prime.

### L'armamento

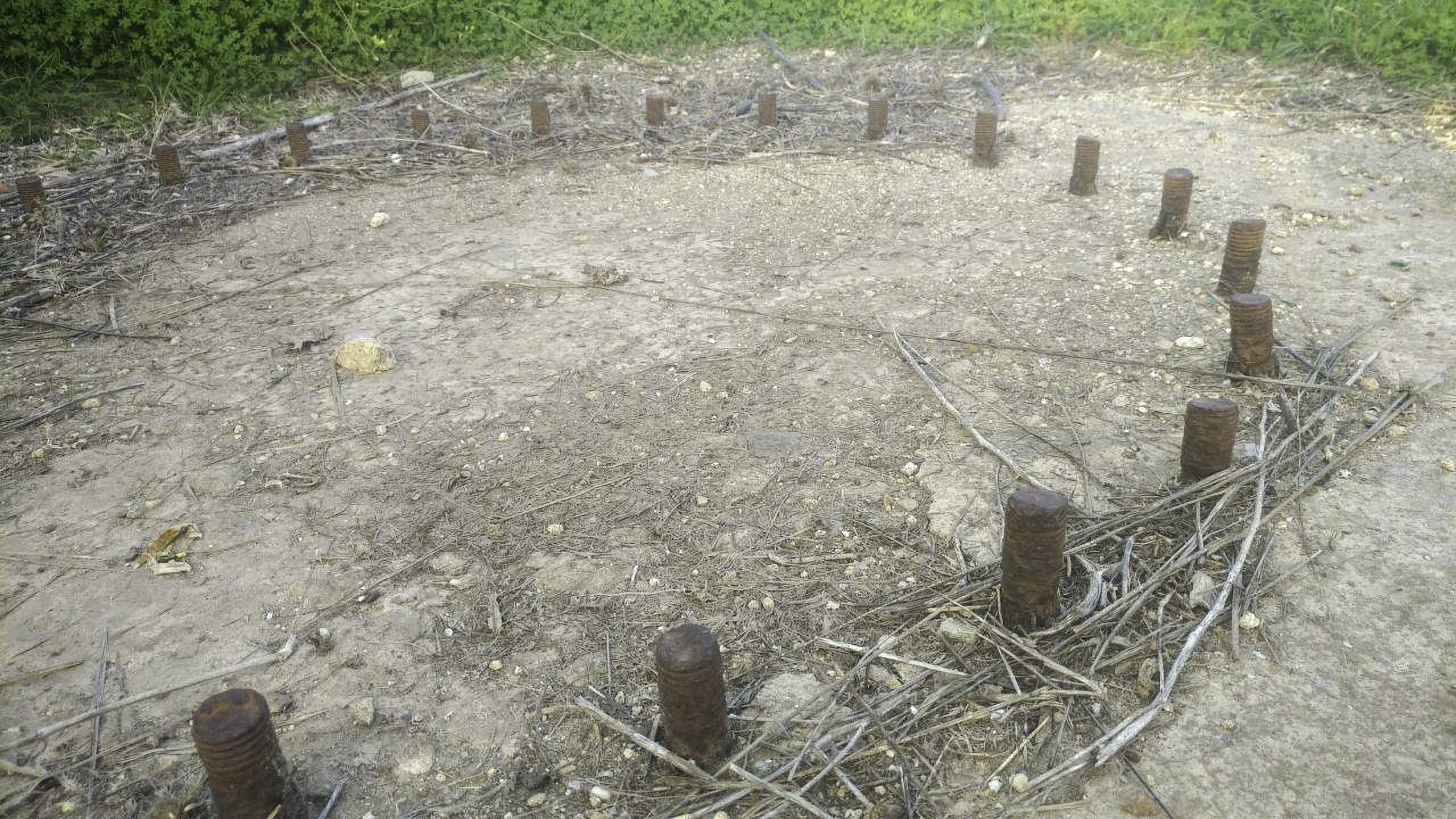
La bullonatura utilizzata per tenere ancorata a terra l'artiglieria

Storicamente la postazione era fornita da quattro pezzi di artiglieria calibro 75.

## L'installazione
Il sito si sviluppa su un’altura a monte del Riu Mannu e ad ovest del ponte romano, poco distante dal complesso industriale della Ferromin. Attualmente nell’area sono presenti quattro postazioni militari per artiglieria munite ciascuna di una piccola riservetta sotterranea per le munizioni, una torre di vedetta ed una centralina di tiro. Il primo impianto risale al 1873 ed è composto da due corpi simmetrici costituiti da una barbetta di protezione, una postazione per cannone fisso ed una riservetta sotterranea per le munizioni e le armi.

### L'impianto originario (1873-1874)

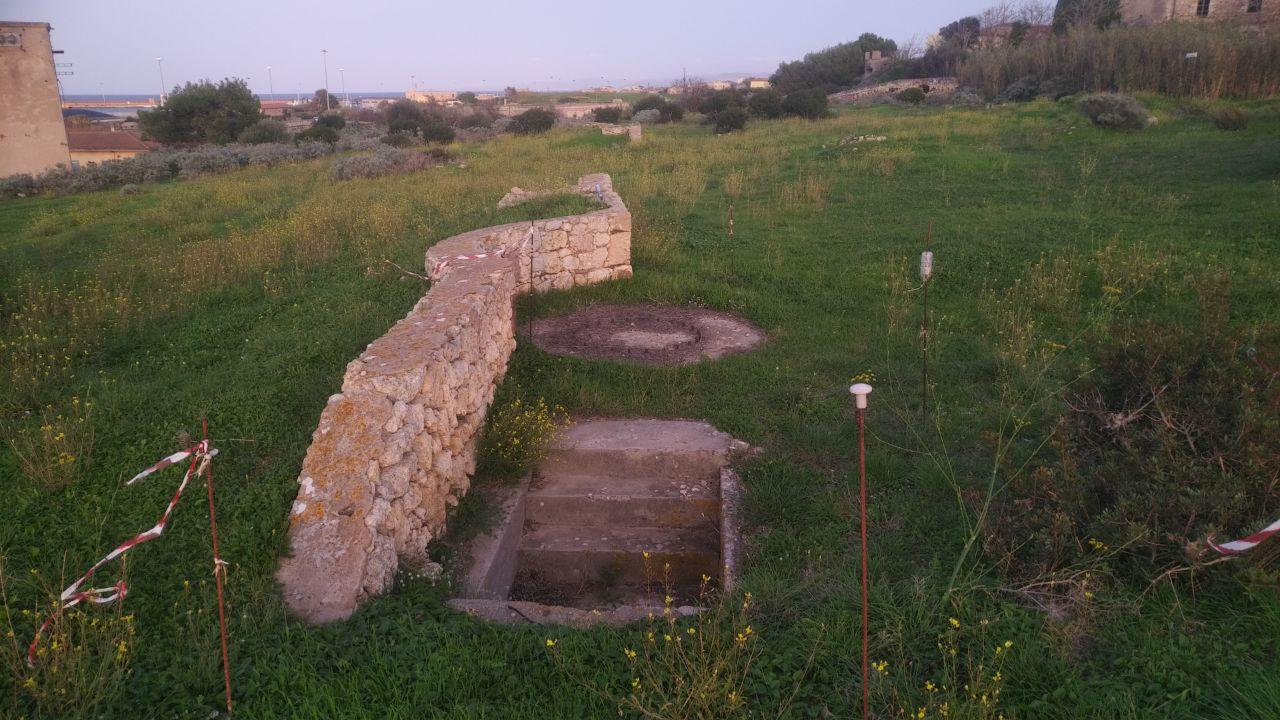
Una delle postazioni del 1873. Sullo sfondo nascosto dalla boscaglia è ubicato il porto civico. In alto a destra è identificabile il complesso della Ferromin

Il primo impianto di difesa antinave fu costruito a partire dal 1873. Esso consisteva in due corpi simmetrici protetti da una barbetta di protezione in pietra calcarea posti appena dopo il Ponte romano edificati in modo tale da avere piena visibilità sia del porto che dell'intero Golfo dell'Asinara.

### Gli impianti del secondo conflitto mondiale (1942-1943)

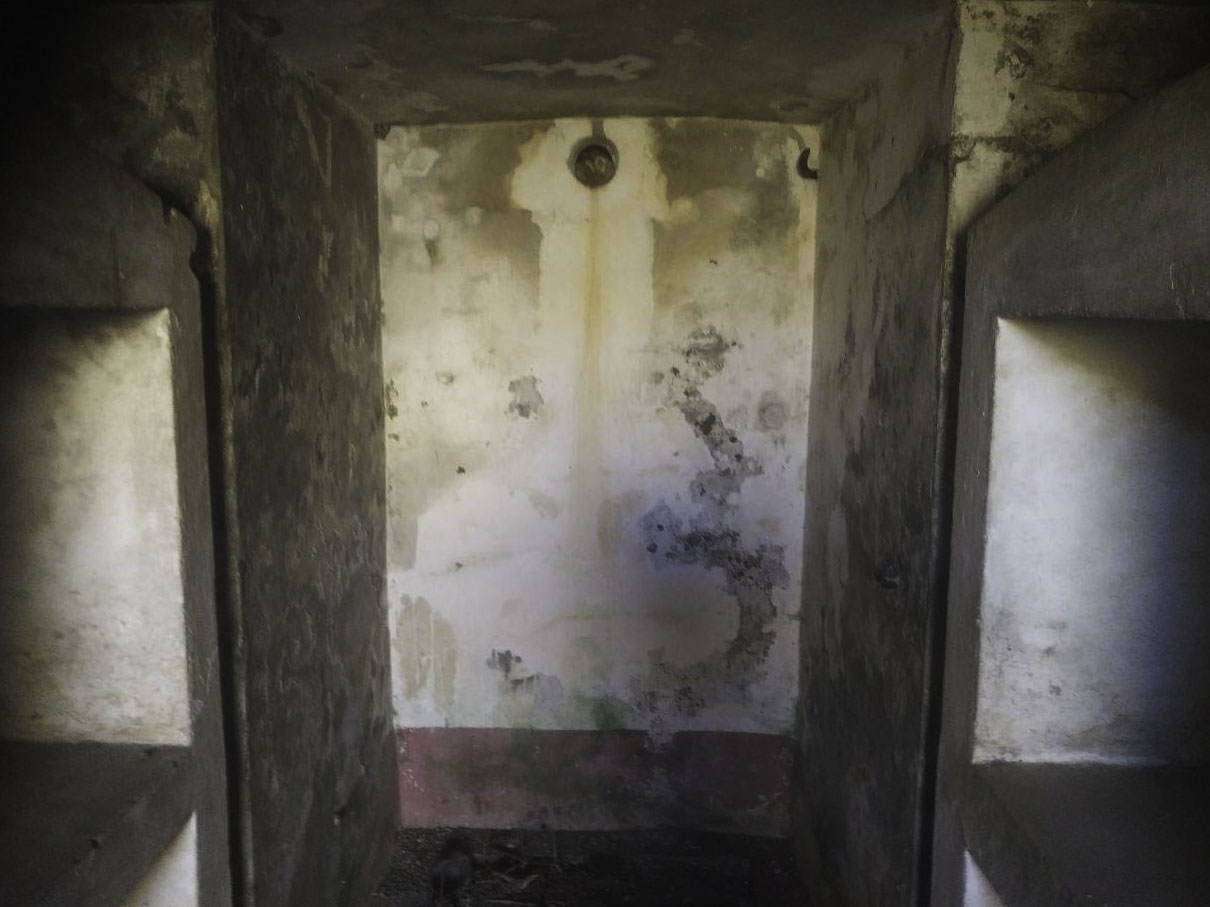
Uno dei depositi munizioni sotterranei nel nucleo principale del complesso

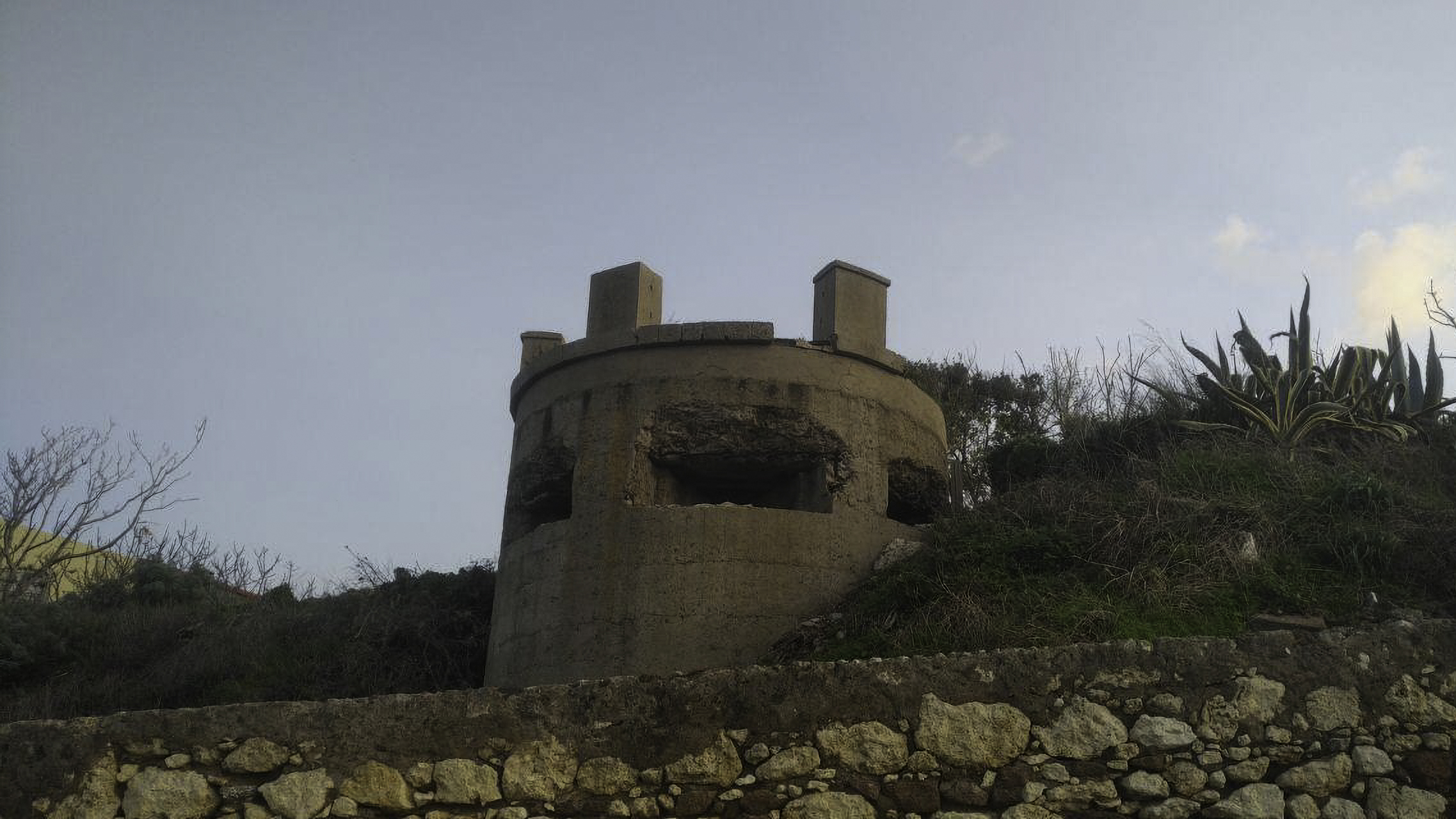
Il fortino monoarma merlato dotato di postazione antiaerea nei pressi dell'installazione originale

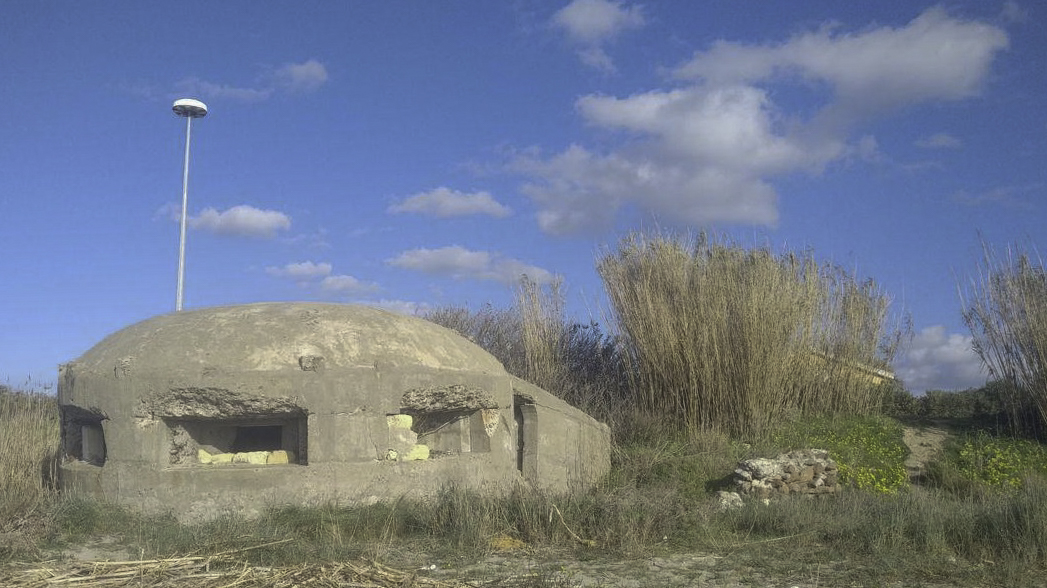
Il fortino monoarma sulla spiaggia della Marinella a ridosso del porto.

Al seguito della circolare 3 CSM “Difesa delle Frontiere Marittime” del 24 ottobre 1941 emanata dal Capo di Stato Maggiore Generale Mario Roatta la già presente postazione venne modernizzata ed ampliata. Tali lavori permisero anche di dotare alla Batteria una protezione di tipo antiaereo.
Al già presente impianto vennero aggiunti affiancati alle due postazioni presenti una piazzola adibita come postazione per cannone fisso da 75 mm ed una serie di riservette sotterranee per armi e munizioni comunicanti fra loro grazie ad una conduttura dell'aria in grado di permettere agli operatori di interloquire fra loro senza spostarsi tra una riservetta e l'altra. In prossimità di tale complesso venne inoltre edificato un fortino monoarma (secondo le circolari dell'epoca tale termine indicava una postazione protetta munita di un numero variabile di feritoie a seconda del campo di tiro necessario dotata di un’unica arma di tiro automatica) consistente in una piccola torre in calcestruzzo successivamente arricchita con una sorta di merlatura sulla sommità ed un piccolo rifugio sotterraneo adibito anch'esso a deposito munizioni. La Batteria antinave venne inoltre espansa con una serie di fortini nei pressi della costa. Di dieci postazioni previste ne vennero realizzate solamente 7. Fra questi i più vicini al centro urbano ed ancora presenti sono il fortino monoarma sulla spiaggia della Marinella (in stato di completo abbandono e spezzato in due a causa di un cedimento delle fondamenta) ed il fortino in calcestruzzo monolitico situato all'imboccatura del porto ora adibito a basamento per un fanalino di segnalazione (per quest'ultimo a causa degli ultimi lavori di ampliamento del porto in corso d'opera dal 2018 è in dibattito un suo eventuale abbattimento o la sua conservazione)

#### Il Fortino militare sul molo di levante
Una delle sezioni più studiate e maggiormente documentate in quanto se ne prevedeva un quasi certo abbattimento a causa dell'imminente adeguamento strutturale del porto (ne è stato invece decretato un suo spostamento, previsto sul nuovo argine dello stesso molo), consiste in un fortino monoarma posto all'imboccatura del bacino portuale nel molo di levante, costruito con il compito di "vigilare, vedere. riferire". Si tratta dell'unica postazione fortificata ancora conservata delle tre costruite nel 1943 sui moli a difesa delle strutture portuali. Molto probabilmente armato di una sola mitragliatrice pesante, è caratterizzato da una forma geometrica cilindrica molto spartana alla quale si aggiunge una struttura cubica ben più piccola adibita a deposito munizioni.
Costruito con calcestruzzo monolitico gettato in opera ed armato da acciaio liscio (tipico del periodo), le sue pareti risultano essere di uno spessore pari a 60 cm. La cupola che lo sovrasta e che chiude la struttura, a differenza del resto di quest'ultima, risulta essere molto probabilmente prefabbricata e successivamente portata in loco e posizionata nell'installazione. Internamente il fortino si presenta con un primo locale a pianta quadrata di 2,40 m² ed alto 2,10 m con pareti spesse 40 cm separato dall'esterno da una sola porta metallica. Successivamente si apre un ambiente a pianta circolare adibito molto probabilmente a sala di tiro illuminato da 5 feritoie a nastro lungo tutto il muro perimetrale con pareti spesse 60 cm ed alte 1 m. Al disotto di quest'ultimo ambiente sono presenti una serie di nicchiette progettate come deposito munizioni.